# Tomada de preços
Licitação por tomada de preços é uma modalidade de licitação presente no direito administrativo brasileiro, onde a escolha do fornecedor mediante a oferta de preços, baseár-se-a em um cadastro prévio dos interessados, onde será analisado a situação e a conformidade da empresa, com o disposto na lei ordinária brasileira nº 8666/93. Tal cadastro pode ser executado em até 3 dias antes da data de recebimento das propostas.
Esta modalidade somente poderá ser aplicada para valores até R$ 1 milhão e 430 mil no caso de materiais e serviços e até R$ 3 milhões e 300 mil para a execução de obras de engenharia. O processamento das propostas deverá ser executado por uma comissão composta por no minimo 3 membros, sendo destes 2 do quadro de funcionários permanente do órgão responsável pela licitação.